# .sj
.sj is het achtervoegsel van domeinnamen uit de eilandengroep Spitsbergen en het eiland Jan Mayen, tot Noorwegen behorende eilanden in de Noordelijke IJszee. Deze eilanden hebben samen vanwege de statistische benoeming in ISO 3166-1 van Spitsbergen en Jan Mayen als één geheel samen één internetdomein-landcode. .sj-domeinnamen worden uitgegeven door UNINETT Norid, dat verantwoordelijk is voor het top level domein ".sj".
Er worden geen registraties geaccepteerd voor .sj-domeinen. In plaats daarvan dient het .no topleveldomein gebruikt te worden. Daarnaast worden er registraties onder svalbard.no en jan-mayen.no geaccepteerd. UNINETT Norid heeft geen plannen om ".sj" vrij te geven voor registratie of te verkopen.